# Юрьевка (Приморский район)
Ю́рьевка (укр. Юр'ївка) — село,
Юрьевский сельский совет,
Приморский район,
Запорожская область,
Украина.
Код КОАТУУ — 2324886301. Население по переписи 2001 года составляло 933 человека.
Является административным центром Юрьевского сельского совета, в который
не входят другие населённые пункты.

## Географическое положение
Село Юрьевка находится на левом берегу реки Лозоватка,
выше по течению на расстоянии в 3 км расположено село Зеленовка,
ниже по течению на расстоянии в 5 км расположено село Коларовка.
По селу протекает пересыхающий ручей с запрудой.
Через село проходит автомобильная дорога Р-37.

## История
- 1861 год — дата основания на месте ногайского поселения Бешеул села Ново-Ивановка, которое затем было переименовано в село Богородицкое [2].

## Объекты социальной сферы
- Школа.
- Детский сад.
- Клуб.
- Фельдшерско-акушерский пункт.

## Персоналии
В селе родился Герой Советского Союза Фёдор Нестеренко.

## Достопримечательности
- Братская могила советских воинов.